# Heronax lalokensis
Heronax lalokensis är en insektsart som beskrevs av Frederick Arthur Godfrey Muir 1913. Heronax lalokensis ingår i släktet Heronax och familjen Derbidae. Inga underarter finns listade i Catalogue of Life.